# Zorgplicht
Zorgplicht is de plicht tot verzorging, bijvoorbeeld van ouders ten opzichte van hun kinderen, of de plicht om zorgvuldig om te gaan met de belangen van anderen, bijvoorbeeld klanten, maar ook het milieu of mensen buiten de organisatie.

## Definities
Vanwege de grote draagwijdte van het begrip, werden naargelang de toepassing meer specifieke definites opgesteld, vaak met de Engelse benaming, die echter elkaar ook gedeeltelijk overlappen.

### Duty of care (“zorgplicht”)
Dit is de morele of wettelijke verantwoordelijkheid om zorg te verlenen, bijvoorbeeld ouders ten opzichte van kinderen, of om te voorkomen dat iemand schade oploopt, bijvoorbeeld van een spoorwegmaatschappij jegens degenen die de oversteekplaats gebruiken, of van bioscoopuitbaters jegens de filmbezoekers. Bij een belangenconflict tussen het bedrijfsbeheer en bijvoorbeeld klanten of patiënten, hoort het belang van deze laatsten voorop te staan.

### Due diligence
Dit zijn “maatregelen uit voorzichtigheid” die redelijkerwijs van mensen verwacht mogen worden om zichzelf of anderen en hun eigendommen veilig te houden, bijvoorbeeld het opvolgen van de eigen bankrekeningen of aankopen op creditcards, of het gedetailleerd onderzoeken van een bedrijf voordat men ermee in zee gaat, bij een overname of aandelenverkoop.
Op 23 februari 2022 lanceerde de Europese Commissie een ontwerp-richtlijn inzake due diligence, maar in februari 2024 was daarover nog geen overeenstemming met de lidstaten.

### Corporate governance
Corporate governance of “deugdelijk (ondernemings)bestuur” bekijkt hoe een onderneming goed, efficiënt en verantwoord geleid moet worden alsmede het afleggen van verantwoording over het gevoerde beleid aan belanghebbenden waaronder de eigenaren (aandeelhouders), werknemers, afnemers en de samenleving als geheel.